# Pedro Álvarez de Miranda
Pedro Álvarez de Miranda de la Gándara (Roma; 1953) es un filólogo, experto en lexicografía histórica y en historia de la lengua española y desde 2010 es académico de número de la Real Academia Española.

## Biografía
Es hijo de Ángel Álvarez de Miranda (1915-1957), catedrático de Historia de las Religiones de la Universidad Central de Madrid y de Consuelo de la Gándara (1920-1986), profesora de italiano de la Universidad Complutense de Madrid.
Doctor en Filosofía y Letras por la Universidad Complutense de Madrid, es catedrático de Lengua Española de la Universidad Autónoma de Madrid, especialista en lexicografía y lexicología. Perteneció durante trece años (1982-1995) al Seminario de Lexicografía de la Real Academia Española –encargado de la elaboración del Diccionario histórico de la lengua española—, del que llegó a ser subdirector en funciones de director.
Fue elegido miembro de la propia Real Academia Española el 22 de abril de 2010, donde ocupa el sillón Q, vacante desde la muerte, en mayo de 2009, del psiquiatra y escritor Carlos Castilla del Pino. 
Tomó posesión el 5 de junio de 2011 con el discurso titulado "En doscientas sesenta y tres ocasiones como esta", en el que hace un recorrido por los discursos de sus 263 predecesores, desde que en 1847 se implantó este ritual.
Le respondió, en nombre de la corporación, Manuel Seco.

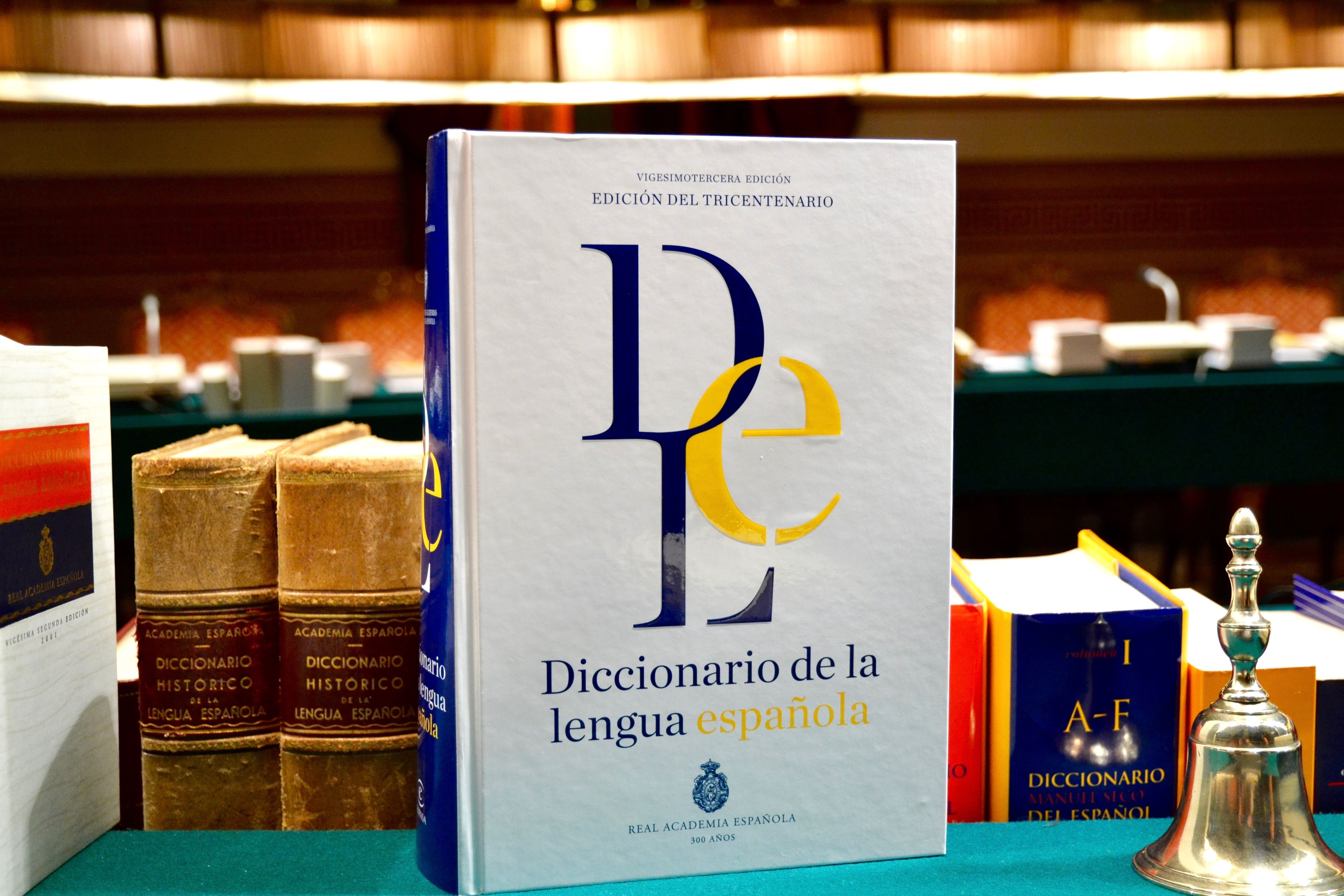

Ha sido académico director de la vigesimotercera edición del Diccionario de la lengua española. Desde marzo de 2015 hasta junio de 2020 fue director ejecutivo de la Escuela de Lexicografía Hispánica.